# La Rebelión Amarilla
La Rebelión Amarilla es un stable heel de lucha libre profesional de la empresa mexicana The Crash y en el circuito independiente mexicano desde agosto de 2017 y quiénes están conformado por Bestia 666, Mecha Wolf, Black Danger y Rey Horus. 
El stable se fundó cuando Garza Jr. se separó del grupo conocido como La Rebelión y formó su propia stable. Garza Jr. fue el líder del grupo desde su creación hasta su salida de México en marzo de 2019.
Dentro de sus logros, está el haber sido Campeones en Parejas de The Crash, ganados por Wolf y 666, una vez Campeón de Peso Completo de The Crash ganado por Horus y una vez Campeona Femenina de The Crash ganada por Lane.

## Historia

### Formación (2017)
El 21 de enero de 2017, un día después de la Guerra de Titanes, Garza Jr. dejó la AAA e hizo una aparición sorpresa en el show "The Crash" en Tijuana, Baja California, junto a Daga y Pentagón Jr., que también abandonaron la AAA. Rey Fénix se unió al trío, afirmando que ahora eran independientes de AAA y formaban un grupo.
El grupo de Penta, Rey Fénix, Daga y Garza Jr. más tarde anunciaron que no usarían el nombre de Los Perros del Mal para el grupo, como Pentagón Jr. y Daga habían usado en AAA, sino que propusieron un nuevo nombre para el nuevo grupo. El grupo se llamó La Rebelión y luego incluiría a El Zorro y Rey Mysterio Jr.

### Liderazgo de Garza Jr. (2017-2019)

#### Nuevos integrantes del grupo
En julio de 2017, Garza Jr. se volvió contra los otros miembros de La Rebelión, declarando una "guerra" contra todos los miembros, especialmente Pentagón Jr. A mediados de agosto, Bestia 666 unió fuerzas con Garza Jr. cuando los dos atacaron al padre de Bestia, Damián 666. Posteriormente se declararon como La Rebelión Amarilla. La primera lucha de La Rebelión Amarilla fue con La Familia de Tijuana, dirigida por Damián, ya que la mayoría de los miembros originales de la Rebelión (a veces conocida como La Rebelión Roja) a menudo se reservaban para otras compañías distintas de The Crash. El 2 de septiembre de 2017, el grupo agregó otro miembro cuando Black Danger declaró su lealtad después de derrotar a Oráculo en una lucha de Lucha de Apuestas, máscara contra máscara.
A fines de 2017, el luchador puertorriqueño Mr. 450 (luego denominado "Mecha Wolf 450") se unió al stable, seguido por el primo de Garza Jr., el Último Ninja, la luchadora Lacey Lane y Black Tauro.

#### Llegada de Bestia 666 y salida de Lane, Ninja y Taurus
El 20 de enero de 2018, Lane derrotó a Keira para ganar el Campeonato Femenino de The Crash. La Rebelión Amarilla interfirió en varias luchas e incluso atacando tanto a luchadores como a oficiales mientras The Crash comenzó una historia donde inicialmente todos los miembros fueron "Suspendidos por un año". Más tarde, se nos conmutó a La Rebelión Amarilla, que trabajaba en luchas de media cartelera como castigo, lo que los obligó a "ganar" su camino de regreso a los eventos principales. El 14 de julio de 2018, Lacey Lane perdió el campeonato femenino ante Tessa Blanchard, luego de lo cual se reveló que Lane se uniría a la WWE.
Durante el verano, Último Ninja también dejó The Crash para trabajar en la WWE, seguido de Black Tauro que trabaja regularmente en la AAA, cortando sus lazos con The Crash y La Rebelión Amarilla. En el otoño de 2018, Bestia 666 declaró que ningún miembro de La Rebelión se enfrentaría a ellos y, en cambio, hizo un desafío abierto para una Lucha de Apuestas. El desafío fue respondido por Garza Jr., estableciendo el evento principal para el show de The Crash VII Aniversario el 8 de noviembre. Bestia 666 ganó la lucha, lo que obligó a Garza Jr. a raparse todo el pelo.

### Liderazgo de Bestia 666 (2019-presente)

#### Llegada de Rey Horus y El Hijo del Fantasma y salida de Garza Jr.
Mientras que Garza Jr. también partiría más tarde para ir a la WWE, el equipo agregó El Hijo del Fantasma al grupo después de que se fuera de la AAA. Durante los meses de 2019, Bestia e Hijo del Fantasma intentaron reclutar a Rey Horus para La Rebelión Amarilla, esfuerzos que inicialmente fueron rechazados en la oferta de unirse. El 4 de mayo de 2019, Rey Horus ganó el Campeonato de Peso Completo de The Crash y luego se unió a La Rebelión Amarilla. El 24 de mayo, Bestia 666 y Mecha Wolf ganaron el Campeonato en Parejas de The Crash de sus rivales de Penta El Zero M y Rey Fénix.

#### Bestia 666 & Mecha Wolf representando a la facción en NWA (2020-presente)
En NWA 73rd Anniversary Show, Bestia 666 & Wolf derrotaron a Aron Stevens & JR Kratos ganando los Campeonatos Mundiales en Parejas de la NWA por primera vez. En Hard Times 2, derrotaron a The End (Odinson & Parrow) reteniendo los Campeonatos Mundiales en Parejas de la NWA.
En la noche 1 de Crockett Cup, derrotaron a The Bad News Boyz (Brandon Tate & Brent Tate) y avanzaron a los cuartos de final del Crockett Cup 2022, más tarde esa misma noche, derrotaron a Hawx Aerie (Luke & PJ) avanzando a las Semifinales del Crockett Cup 2022. A la noche siguiente, fueron derrotados por Doug Williams & Harry Smith en la Semifinal del Crockett Cup 2022. En Powerrr emitido a la 29 de marzo, derrotaron a The End (Odinson & Parrow) reteniendo los Campeonatos Mundiales en Parejas de la NWA. En AAA Invades WrestleCon, Bestia & Wolf) derrotaron a Aero Star & Drago reteniendo los Campeonatos Mundiales en Parejas de la NWA.
En el episodio de NWA Power emitido el 11 de julio, Bestia & Wolf fueron derrotados por The Brothers of Funstruction (Ruffo The Clown & Yabo The Clown) en un combate no titular, y en el episodio de Powerrr emitido el 8 de agosto, Bestia & Wolf junto a Vampiro derrotaron a Mario Pradua & The Brothers of Funstruction (Ruffo The Clown & Yabo The Clown).

## Miembros

### Miembros actuales
| Nombre       | Tiempo                           | Notas                                            |
| ------------ | -------------------------------- | ------------------------------------------------ |
| Bestia 666   | Marzo de 2019-presente           | Segundo líder de La Rebelión Amarilla.           |
| Black Danger | 2 de septiembre de 2017-presente | Se unió como el miembro de La Rebelión Amarilla. |
| Mecha Wolf   | 17 de noviembre de 2017-presente | Se unió como el miembro de La Rebelión Amarilla. |
| Rey Horus    | 4 de mayo de 2019-presente       | Se unió como el miembro de La Rebelión Amarilla. |

### Miembros anteriores
| Nombre               | Tiempo                                  | Notas |
| -------------------- | --------------------------------------- | --- |
| Lacey Lane           | Diciembre de 2017 – 14 de julio de 2018 | Dejó oficialmente al grupo tras perder el Campeonato Femenino de The Crash ante Tessa Blanchard y anunció que iría a la WWE. |
| Último Ninja         | Diciembre de 2017 – septiembre de 2018  | Dejó oficialmente al grupo para irse a la WWE.                                                                               |
| Black Tauro          | Diciembre de 2017 – septiembre de 2018  | Dejó oficialmente al grupo para irse a la Lucha Libre AAA Worldwide.                                                         |
| Garza Jr.            | Agosto de 2017 – 23 de marzo de 2019    | Primer líder de La Rebelión Amarilla y miembro fundador. Dejó oficialmente al grupo para irse a la WWE.                      |
| El Hijo del Fantasma | Marzo de 2019 – 4 de agosto de 2019     | Dejó oficialmente al grupo para irse a la WWE.                                                                               |

## Campeonatos y logros
- National Wrestling Alliance
  - NWA World Tag Team Championship (2 veces) – 666 & Wolf

- The Crash
  - Campeonato de Peso Completo de The Crash (1 vez) - Horus
  - Campeonato Femenino de The Crash (1 vez) - Lane
  - Campeonato en Parejas de The Crash (2 veces) - 666 & Wolf

- Lucha Maniaks
  - Lucha Maniaks Tag Team Championship (1 vez) - 666 & Wolf 450[20]
- Pro Wrestling Illustrated
  - Situada en el Nº12 en el PWI Tag Teams 100 en 2023.[21][22]